# Takashi Fukunishi
Takashi Fukunishi (jap. 福西崇史 Fukunishi Takashi; ur. 1 września 1976 w Niihama, w prefekturze Ehime) – japoński piłkarz grający na pozycji defensywnego pomocnika.

## Kariera klubowa
Fukunishi uczęszczał do szkół Kawahigashi Jr. High School oraz Niihama Tech High School. Pierwszy profesjonalny kontrakt podpisał z klubem Júbilo Iwata w 1995 roku. 16 sierpnia zadebiutował w J-League w spotkaniu z Kashimą Antlers, a już 6 września w meczu z Kashiwą Reysol zdobył pierwszego gola w karierze. W 1996 był podstawowym zawodnikiem Júbilo Iwata, a w 1997 roku wywalczył pierwszy tytuł mistrza kraju. Rok później został wicemistrzem, a w 1999 roku po raz drugi w karierze został mistrzem Japonii. Wygrał też Azjatycką Ligę Mistrzów, a także Superpuchar Azji. W 2000 i 2001 roku dochodził do finału Ligi Mistrzów, jednak Júbilo przegrywało w nich z saudyjskim Al-Hilal i południowokoreańskim Suwon Samsung Bluewings. W 2001 roku wywalczył wicemistrzostwo J-League, w 2002 – mistrzostwo, a w 2003 znów zajął 2. miejsce w lidze. Przez 12 sezonów rozegrał dla klubu z Iwaty 324 mecze i strzelił 58 goli.
W 2007 roku Fukunishi przeszedł do FC Tokyo. Tam spędził jeden sezon, a już na początku 2008 roku przeszedł do lokalnego rywala Tokyo Verdy 1969.
| Sezon | Klub         | Kraj    | Rozgrywki | Mecze | Bramki |
| ----- | ------------ | ------- | --------- | ----- | ------ |
| 1995  | Júbilo Iwata | Japonia | J-League  | 10    | 1      |
| 1996  | Júbilo Iwata | Japonia | J-League  | 28    | 3      |
| 1997  | Júbilo Iwata | Japonia | J-League  | 30    | 6      |
| 1998  | Júbilo Iwata | Japonia | J-League  | 30    | 3      |
| 1999  | Júbilo Iwata | Japonia | J-League  | 30    | 11     |
| 2000  | Júbilo Iwata | Japonia | J-League  | 34    | 5      |
| 2001  | Júbilo Iwata | Japonia | J-League  | 29    | 5      |
| 2002  | Júbilo Iwata | Japonia | J-League  | 32    | 5      |
| 2003  | Júbilo Iwata | Japonia | J-League  | 26    | 5      |
| 2004  | Júbilo Iwata | Japonia | J-League  | 26    | 6      |
| 2005  | Júbilo Iwata | Japonia | J-League  | 23    | 2      |
| 2006  | Júbilo Iwata | Japonia | J-League  | 26    | 7      |
| 2007  | FC Tokyo     | Japonia | J-League  | 28    | 6      |
| 2008  | Tokyo Verdy  | Japonia | J-League  | 29    | 3      |

## Kariera reprezentacyjna
W reprezentacji Japonii Fukunishi zadebiutował 29 czerwca 1999 roku w przegranym 2:3 spotkaniu Copa América 1999 z Peru. W 2002 roku został członkiem kadry na Mistrzostwa Świata 2002 i zagrał tam w wygranym 1:0 meczu z Rosją. W 2004 roku wywalczył Puchar Azji. W 2006 roku Zico powołał Fukunishiego na Mistrzostwa Świata w Niemczech. Tam był podstawowym zawodnikiem drużyny Nipponu i wystąpił we dwóch meczach: przegranym 1:3 z Australią i zremisowanym 0:0 z Chorwacją.